# Deportes Tolima
Deportes Tolima är en colombiansk fotbollsklubb från Ibagué och grundades den 18 december 1954 och spelar sina hemmamatcher på Estadio Manuel Murillo som tar omkring 31 000 åskådare. I en kvalificeringsmatch till 2011 Copa Libertadores, besegrade Tolima Brasiliens Corinthians och fick därmed ett stort antal fans i Brasilien.